# Rajko Štolfa
Rajko Štolfa, slovenski nogometaš in športni delavec, * 25. junij 1927, Sežana, Kraljevina Italija, † 24. marec 1999, Šempeter pri Gorici, Slovenija.
Leta 1942 je pričel s šolanjem na višji pomorski šoli v Trstu, a se je leta 1944 v drugem letniku odpravil boriti med partizane v južnoprimorski odred. Kasneje je bil med bojevanjem težko ranjen, postal je vojni ujetnik. Marca 1945 je bil izpuščen iz tržaške bolnišnice in nato spet odšel v partizane, kjer je bil aprila izpuščen zaradi invalidnosti. Po koncu druge svetovne vojne se je šolal na srednji ekonomski šoli v Sežani in se zaposlil. Leta 1962 je opravil višjo ekonomsko šolo v Mariboru ter se zaposlil v podjetju Elektro Sežana.
V drugi polovici leta 1943 je občasno igral nogomet v mladinski slekciji Triestina, ki je bil takrat del italijanske prve lige. Po vojni je bil ustanovni član nogometnega krožka v Sežani. Med leti 1996 in 1970 je bil predsednik Primorske nogometne zveze, kasneje pa je bil tudi član Nogometne zveze Slovenije in Nogometne zveze Jugoslavije (1976 1990). Z jugoslovansko nogometno reprezentanco je kot selektor nastopil na svetovnem mladinskem prvenstvu v Mehiki (1982) in leta 1984 kot selektor nogometne reprezentance na poletnih olimpijskih igrah v Los Angelesu, s katero je osvojil bronasto medaljo.
Po njem je od leta 2003 poimenovan nogometni Stadion Rajko Štolfa v Sežani.